# Mendy (Pyrénées-Atlantiques)
Pour les articles homonymes, voir Mendy.
Mendy est une ancienne commune française du département des Pyrénées-Atlantiques. Le 27 juin 1842, la commune fusionne avec Idaux pour former la nouvelle commune d'Idaux-Mendy.

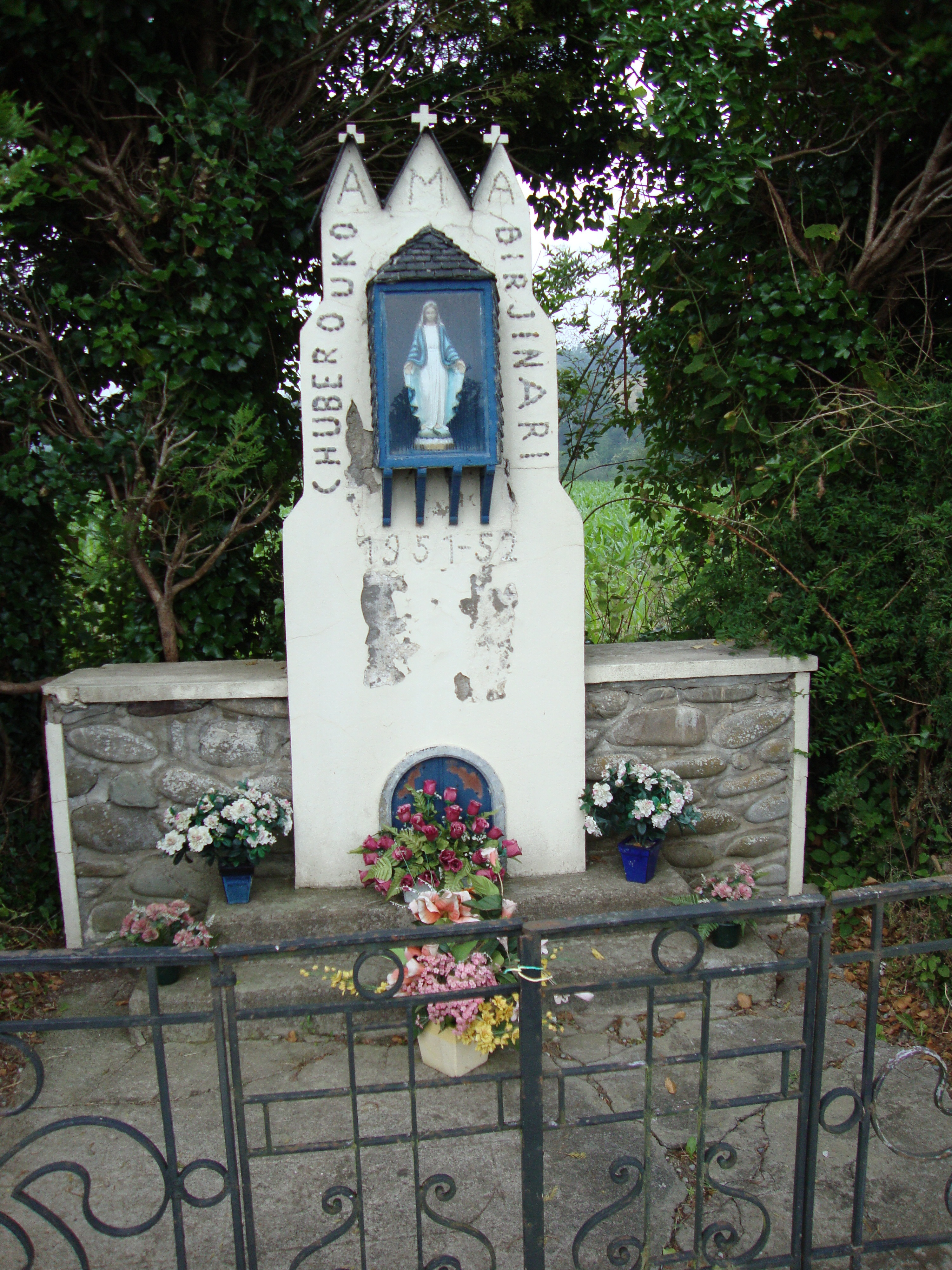
Petit oratoire trinitaire sur la D 147

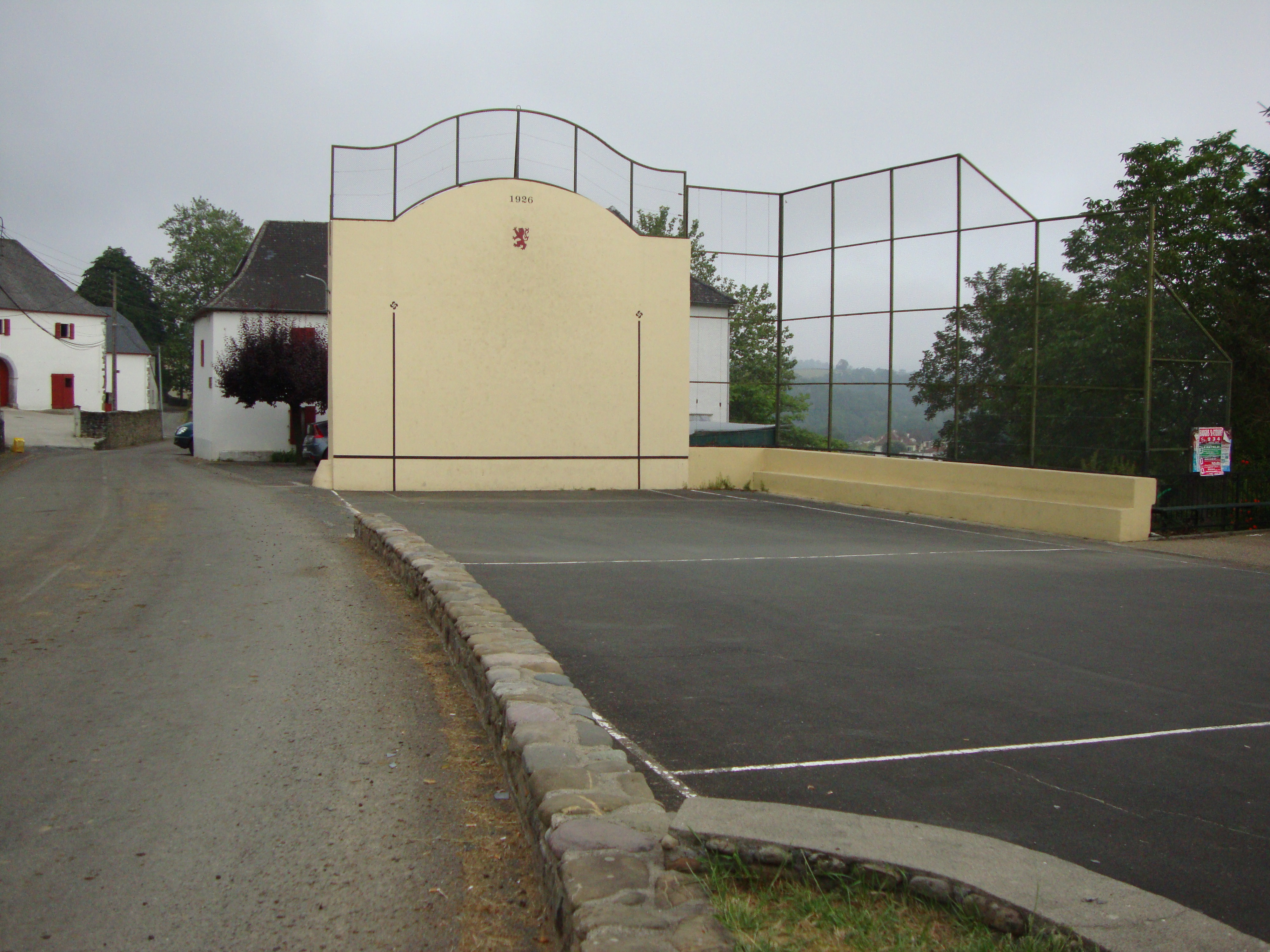
Le fronton de Mendy

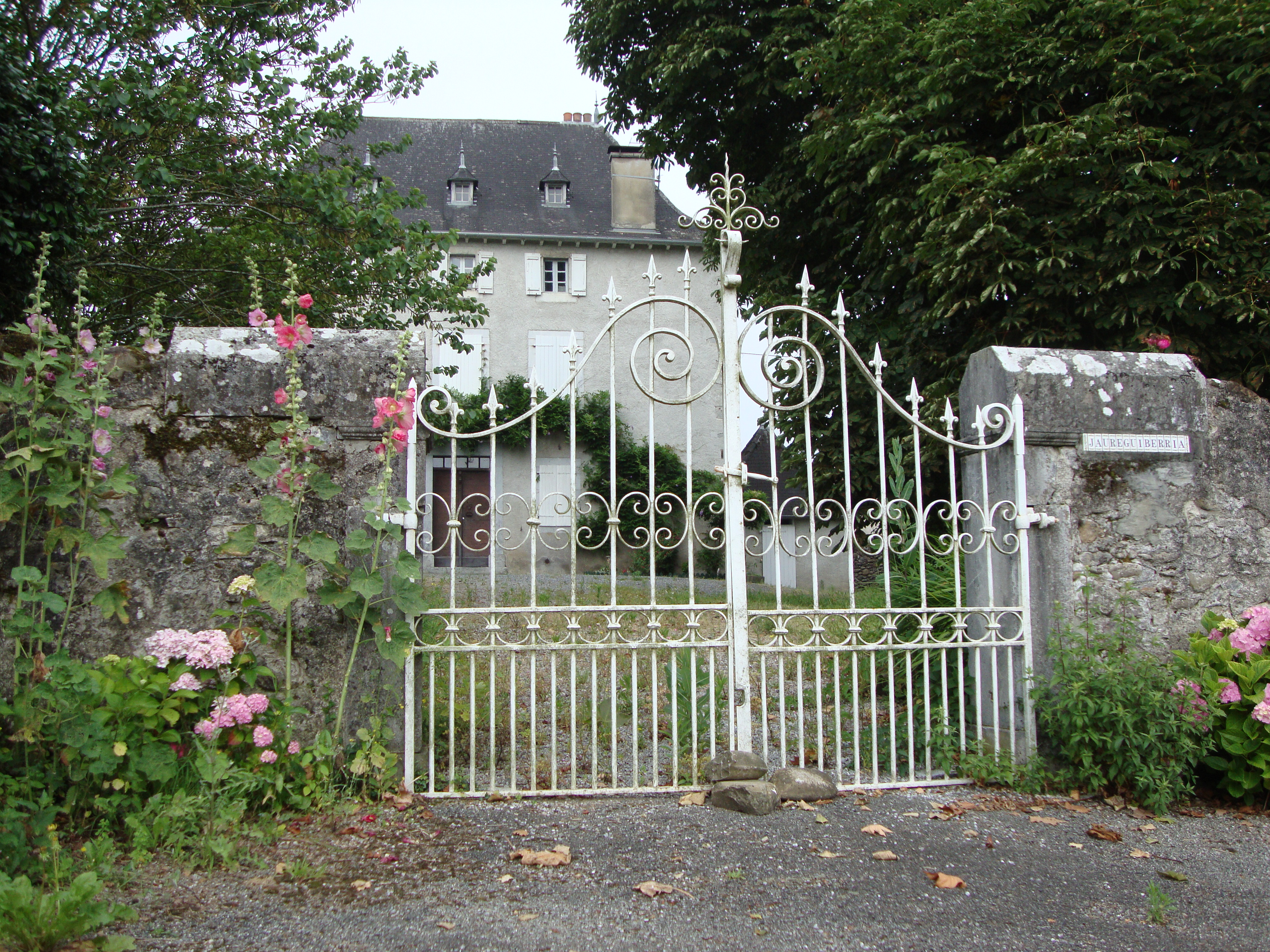
Jaureguiberria, manoir à Mendy

## Géographie
Mendy fait partie de la Soule.

## Toponymie
Son nom basque est Mendi.
Le toponyme Mendy apparaît sous la forme 
Sent-Marthii de Mendi (1454, titres de Bayonne).
Mendi signifie en basque 'montagne'.

## Histoire
Paul Raymond note que « le commandeur d'Ordiarp avait droit de présentation à la cure d'Idaux (paroisse Saint-Pierre), qui avait pour annexe Saint-Martin de Mendy ».

## Démographie
| 1793 | 1800 | 1806 | 1821 | 1831 | 1836 |
| ---- | ---- | ---- | ---- | ---- | ---- |
| 247  | 224  | 251  | 254  | 239  | 223  |

## Culture locale et patrimoine

### Patrimoine religieux
L'église de Mendy possède un clocher-mur dit trinitaire ou souletin c'est-à-dire que la crête du mur, percé de baies où tintent les cloches, s'y achèvent par trois grandes pointes à peu près d'égale hauteur, figurant la Trinité.

## Pour approfondir